# 高柳村 (埼玉県)
高柳村（たかやなぎむら）は埼玉県の北東部、北埼玉郡に属していた村。

## 地理
- 河川 : 新川

## 歴史
- 1889年（明治22年）4月1日 - 町村制施行に伴い、上高柳村・日出安村・戸崎村・正能村が合併し北埼玉郡高柳村が成立する。
- 1943年（昭和18年）4月1日 - 北埼玉郡騎西町・種足村・田ヶ谷村・鴻茎村と合併し、新たに騎西町となる。
- 1946年（昭和21年）5月1日 - 騎西町が分割され、高柳村が再置される。
- 1955年（昭和30年）3月20日 - 騎西町に編入される。